# Ustilaginales
De Ustilaginales vormen een orde van branden (Ustilaginomycetes) uit de subklasse van de Ustilaginomycetidae. Soms wordt de naam "branden" aan specifiek deze orde gegeven.
Er zijn 672 soorten bekend die tot deze orde behoren.

## Taxonomie
De taxonomische indeling van de Ustilaginales is als volgt:
Orde: Ustilaginales
- Familie: Anthracoideaceae
- Familie: Cintractiaceae
- Familie: Clintamraceae
- Familie: Dermatosoraceae
- Familie: Doassansiopsidaceae
- Familie: Farysiaceae
- Familie: Geminaginaceae
- Familie: Glomosporiaceae
- Familie: Melanopsichiaceae
- Familie: Mycosyringaceae
- Familie: Uleiellaceae
- Familie: Ustilaginaceae
- Familie: Websdaneaceae